# Исполнительный документ
Исполнительный документ — документ, являющийся основанием для возбуждения исполнительного производства и совершения судебным приставом-исполнителем действий по принудительному исполнению судебных решений, а также актов других органов. Закон предусматривает определенные сроки для предъявления исполнительных документов к рассмотрению.

## Виды исполнительных документов
- исполнительные листы, выдаваемые судами общей юрисдикции и арбитражными судами на основании принимаемых ими судебных актов;
- судебные приказы;
- нотариально удостоверенные соглашения об уплате алиментов или их нотариально удостоверенные копии;
- удостоверения, выдаваемые комиссиями по трудовым спорам;
- акты органов, осуществляющих контрольные функции, о взыскании денежных средств с приложением документов, содержащих отметки банков или иных кредитных организаций, в которых открыты расчетные и иные счета должника, о полном или частичном неисполнении требований указанных органов в связи с отсутствием на счетах должника денежных средств, достаточных для удовлетворения этих требований;
- судебные акты, акты других органов и должностных лиц по делам об административных правонарушениях;
- постановления судебного пристава-исполнителя;
- акты других органов в случаях, предусмотренных федеральным законом.
- исполнительная надпись нотариуса при наличии соглашения о внесудебном порядке обращения взыскания на заложенное имущество, заключенного в виде отдельного договора или включенного в договор о залоге.

Приведенный перечень не является исчерпывающим.